# اسلام‌آباد خلج
اسلام‌آباد خلج یکی از روستاهای استان خراسان رضوی است که در دهستان پائین رخ بخش جلگه‌رخ شهرستان تربت حیدریه واقع شده‌است.

## جمعیت
بر اساس سرشماری سال ۱۳۸۵ جمعیت این روستا ۲۶۶ نفر (۶۲ خانوار) بوده است.